# Vlotho
Vlotho (basso tedesco: Vläote, Vläothe, Vleode, Vlauthe) è una città di 18 334 abitanti della Renania Settentrionale-Vestfalia, in Germania.

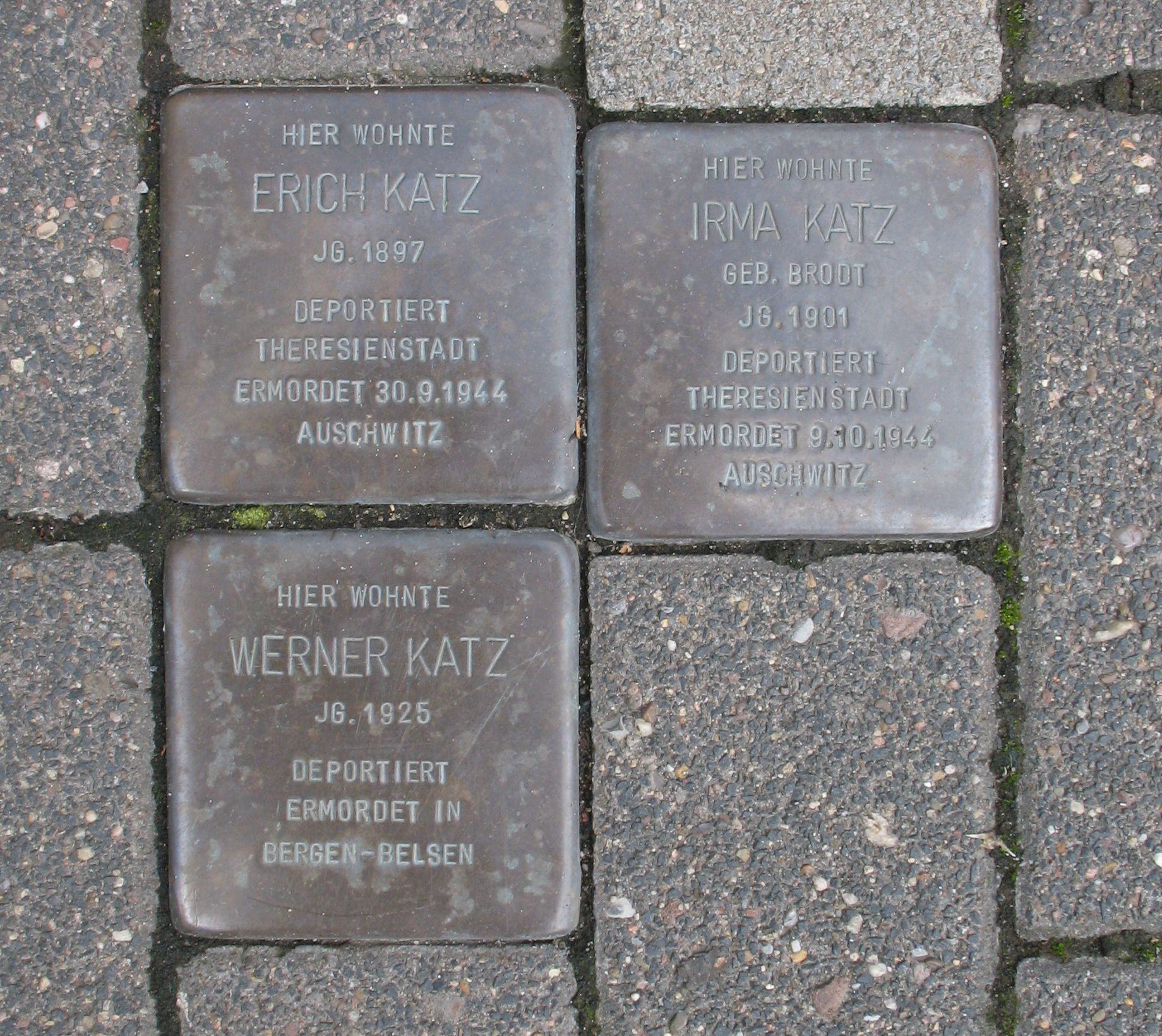
Pietre d'inciampo

Appartiene al distretto governativo (Regierungsbezirk) di Detmold ed al circondario (Kreis) di Herford (targa HF).
Qua nacque il medico Heinrich Adolf Rinne.